# Ateles paniscus
Ateles paniscus, en Surinam es común que se le llame Kwatta o coatá, es una especie del género Ateles localizada en el norte de Suramérica.

## Hábitat y distribución
El coatá negro,  habita el norte del río Amazonas, al este de los ríos Negro y Branco, en los estados brasileros de Amapá, Pará y Amazonas también se encuentra en parte de Venezuela, las Guayanas y Surinam. Se encuentra principalmente en la selva lluviosa no intervenida. Debido a su habilidad para trepar y saltar, tiende a permanecer en la copa de los árboles.

## Descripción
La estatura del Ateles paniscus es de 40 a 50 cm en las hembras y de 45 cm en los machos. La longitud de la cola es de 80 a 88 cm en las hembras y de 82 cm en los machos. El peso aproximado es de 7 kg. Ateles paniscus se caracteriza por su pelaje negro brillante, cara negra y algunas veces hocico rosado. Como todos los maquisapas tiene la cola prensil. Sus dedos y brazos son largos, ágiles y fuertes.

## Comportamiento
Ateles paniscus consume gran variedad de alimentos y podría ser considerado como omnívoro. Se alimenta indistintamente de termitas y larvas o de hojas tiernas, flores, bayas y frutas.
Viven en grupos de unos veinte individuos, dividiéndose en unidades de dos a cinco individuos para alimentarse. 
El tiempo de gestación oscila entre 7 y 8 meses; la madurez la alcanzan a los 6 a 11 años con una esperanza de vida de unos 30 años.

## Estado de conservación
Ateles paniscus en [[2
8]] fue catalogado como vulnerable VU en la Lista Roja de la UICN, porque existen razones para creer que la especie ha declinado al menos en un 30% en los últimos 40 años (tres generaciones) debido principalmente a la pérdida de su hábitat y la caza a lo largo de su hábitat, la cual tiene lugar incluso en las áreas protegidas.